# Karl Polanyi
Karl Paul Polanyi (Beč, 25. listopada 1886. – Pickering, Ontario, Kanada, 23. travnja 1964.) bio je mađarski i austrijski ekonomski antropolog, ekonomski sociolog i političar židovskoga porijekla, najpoznatiji po svojoj knjizi „Velika transformacija”, koja dovodi u pitanje konceptualnu valjanost samoregulirajućih tržišta.
Rođen je u Beču, a do 1919. živio je u Budimpešti. Polanyi je bio aktivan u politici i pomogao je u osnivanju Nacionalne građanske radikalne stranke 1914. godine, služeći kao njezin tajnik. Pobjegao je iz Mađarske u Beč 1919. godine kada je desničarski autoritarni režim admirala Horthyja preuzeo vlast. Pobjegao je iz Beča u London 1933. godine kada je Adolf Hitler došao na vlast u Njemačkoj, a fašizam bio na vlasti u Austriji. Nakon godina neuspješnog traženja posla na sveučilištima u Ujedinjenom Kraljevstvu, preselio se u Sjedinjene Države 1940. godine gdje se pridružio fakultetu na Bennington Collegeu, a kasnije predavao na Sveučilištu Columbia.
U svojim spisima Polanyi promovira koncept „Dvostrukog pokreta”, koji se odnosi na dijalektički proces marketizacije i poticanja socijalne zaštite od te marketizacije. Tvrdi da tržišno utemeljena društva u modernoj Europi nisu bila neizbježna, već povijesno uvjetovana. Polanyi se najviše pamti kao začetnik supstantivizma, kulturne verzije ekonomije, koja naglašava način na koji su ekonomije ugrađene u društvo i kulturu. Ovo mišljenje je suprotno mainstream ekonomiji, ali je popularno u antropologiji, ekonomskoj povijesti, ekonomskoj sociologiji i politologiji.
Polanyijev pristup drevnim ekonomijama primijenjen je na niz slučajeva, poput pretkolumbovske Amerike i drevne Mezopotamije, iako je njegova korisnost za proučavanje drevnih društava općenito dovedena u pitanje. Polanyijeva „Velika transformacija” postala je model za povijesnu sociologiju. Njegove teorije na kraju su postale temelj pokreta ekonomske demokracije.